# Ivan Lam

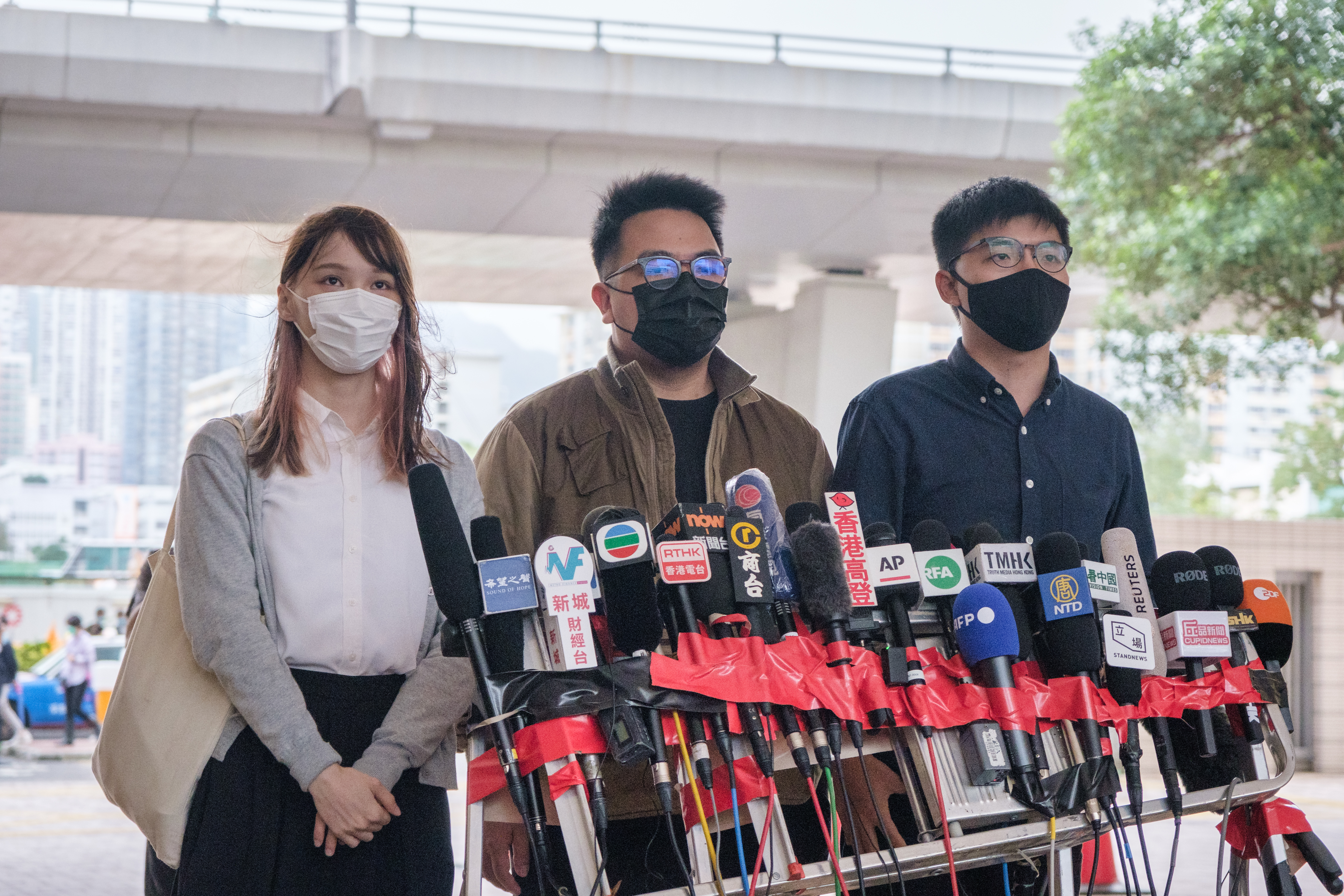
Von links nach rechts: Agnes Chow, Ivan Lam und Joshua Wong (2020)

Ivan Lam Long-Yin (chinesisch 林朗彥, * 18. Juli 1994) ist ein Student, der, zusammen mit Joshua Wong, am 29. Mai 2011 in Hongkong die Aktivistengruppe Scholarism gründete. Mitte 2018 übernahm er von Nathan Law den Posten als Vorsitzender der Partei Demosistō.
2011 kandidierte Lam gemeinsam mit Joshua Wong erfolglos bei der Kabinettswahl des Studentenwerks. Sie gründeten in der Zeit eine Gruppe, die sich gegen die Einführung eines nationalen Lehrplans in den Schulen von Hongkong stellte und diesen als „Gehirnwäsche“ bezeichnete.
Während der Umbrella-Bewegung 2014 half er bei Protesten gegen die Begrenzung der Direktwahlen des Regierungsvorstands. Im selben Jahr stürmte er bei einem Protest gegen ein Entwicklungsprojekt der Regierung in den New Territories mit anderen Demonstranten den Legislativrat in Hongkong. Er wurde daraufhin im August 2017 zu 13 Monaten Haft verurteilt und im November 2017 auf Kaution freigelassen.
Anfang Dezember 2020 wurde er nach einem Schuldeingeständnis zu einer siebenmonatigen Haftstrafe verurteilt. Ihm wurde zur Last gelegt, gemeinsam mit Agnes Chow und Joshua Wong am 21. Juni 2019 zu einer nicht genehmigten Demonstration gegen Polizeigewalt am Polizeipräsidium in Wan Chai in Hongkong aufgerufen zu haben. Es ist seine dritte Haftstrafe.
Er studierte Kulturwissenschaften an der Chinesischen Universität Hongkong, brach dieses Studium jedoch nach einem Jahr ab und wechselte zur Hong Kong Art School.